# オリハ・スヘンコ
オリハ・スヘンコ（英: Olga Sukhenko、ウクライナ語: Ольга Петрівна Сухенко、1971年10月19日 - 2022年3月）は、ウクライナの政治家。モティジンの村長であった。
2022年2月27日に村はロシア軍によって占領される。村長はロシア軍への協力を拒んでいたが、3月23日の朝に夫と共に拉致され、夕方には息子（オレクサンドル・スヘンコ）も拉致された。
オリハは避難せずに、占領された後も村人たちのために村に残っていた。
誘拐の際にロシア兵は家から息子のオレクサンドルの車を盗んだ。その車は村の人や食料や医薬品を運ぶのに用いられていた。
以降、家族は行方不明になっていた。
3月28日、ロシア軍がキエフ地域から撤退した後に行方を探した結果、森の中の地中に浅く埋められているのが発見された。村長家族の遺体はいずれも手を後ろ手に縛られ銃殺されていた。遺体と共にトラップが仕掛けられている可能性があるため、遺体の収容は難航した。オリハの遺体には拷問が行われた痕跡が残っていた。
イリーナ・ベレシュチュク副首相は4月3日時点で11の村の首長が未だロシア軍に拘束されて行方がわからないと明らかにした。

## 職歴
オリハはパン屋、販売、モティジンの幼稚園での仕事を経験していた。

## 報道
英語
- Who was Olga Sukhenko? All about Ukrainian Mayor – Explained!
- Head of village near Bucha killed with family in Ukraine https://www.bbc.com/news/world-europe-60989632

日本語
- ウクライナの村長殺害、ロシア軍の残忍さ象徴　住民を家族のように扱ってきた村長とその家族は、ロシア軍制圧下での抵抗を支えていた[8]

ロシア語（ドメインはウクライナ）
- Расстрел семьи Сухенко в Мотыжине. Односельчане убитой главы сельсовета рассказывают о ее помощи ВСУ, гибели и зверствах оккупантов[9]

日本語の映像付き
- 【速報】「11人の村長がロシア軍に拘束」ウクライナ副首相が発表
- ウクライナ6州で11人の村長がロシア軍に拘束か　キーウ州では遺体で発見も